# Кальман Кандо

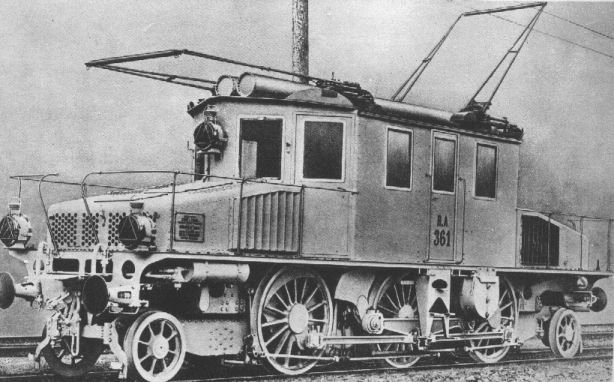
Електровоз «RA 361» (пізніше FS E.360), виготовлений фірмою «Ganz» для італійської лінії Вальтелліна, 1904

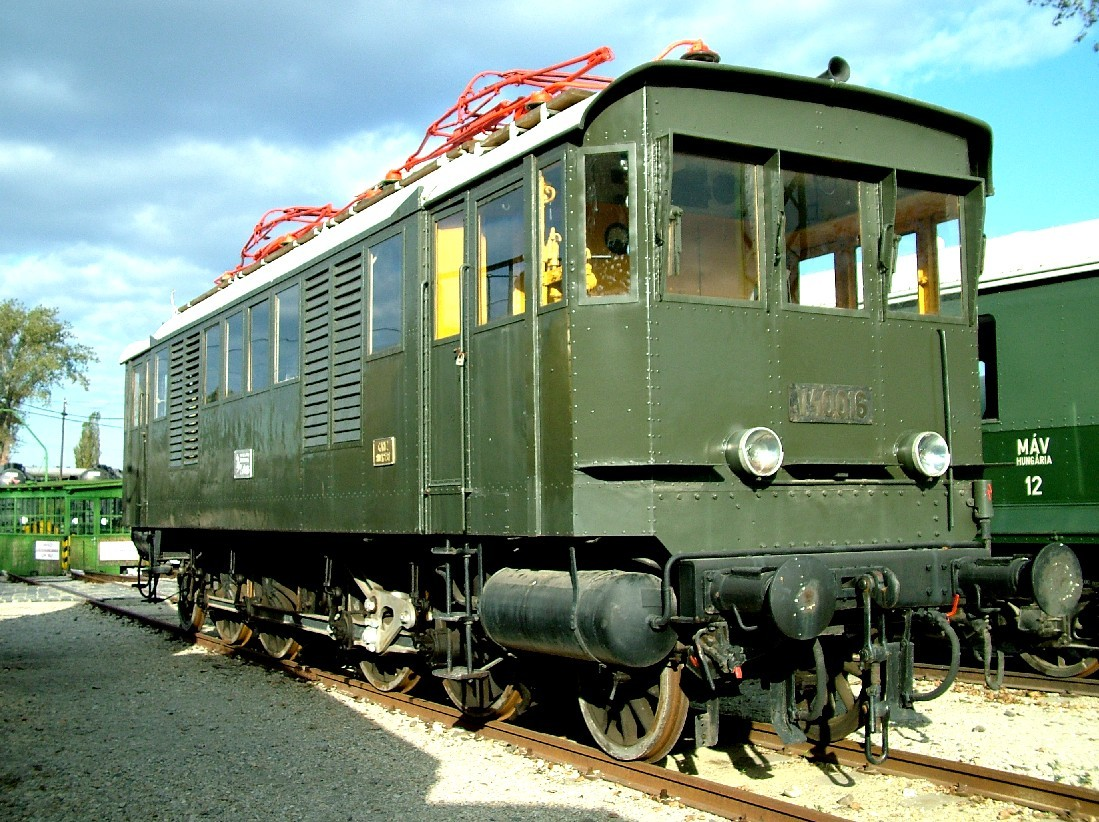
Перший угорський серійний електровоз V40, який експлуатувала «MÁV»

Кальман Кандо фон Егерфармош унд Стрегова (угор. Kandó Kálmán von Egerfarmos und Sztregova; 1869–1931) — угорський інженер і учений-електротехнік; піонер у розробці електричної тяги; член-кореспондент Угорської академії наук (1927).

## Біографія
Народився 10 липня 1869 року в Пешті.
Спочатку навчався в гімназії Budapest-Fasori Evangélikus Gimnázium. Потім закінчив Будапештський технічний університет, де отримав диплом в галузі машинобудування. Протягом одного року служив волонтером у Військово-морських силах Австро-Угорщини. Після цього працював інженером у Франції, проектуючи і розробляючи асинхронні двигуни, винайдені Ніколою Тесла.
У 1894 році Кандо розробив трифазні високовольтні двигун і генератор змінного струму для електровоза, ставши відомим як «батько електропоїзда». В Угорщині почалася електрифікація залізниць з електровозами, двигуни яких виготовлялися на заводі Ganz в Будапешті. Між 1896 і 1898 роками двигуни Кандо, потужність яких становила 37 к.с. були вперше застосовані у трамваях французького міста Евіан-ле-Бен. Після цього його досягнення стали використовуватися в інших країнах Європи — Італії та Англії. Італійська залізнична лінія Вальтелліна (італ. Valtellina) була електрифікована в 1902 році і стала першою електрифікованою магістральною залізничною лінією в Європі. У 1926 році двигуни постійного струму напругою 1,5 кВ розробки Кандо використовувалися на лінії Париж-Орлеан.
В кінці життя винахідник повернувся в Будапешт, де працював на заводі Ganz, ставши там керуючим директором.
Помер 13 січня 1931 року в Будапешті. Кавалер ордена Корони Італії, почесний доктор Будапештського технічного університету.
Принципи роботи сучасних електровозів на змінному струмі в даний час залишилися такими ж, як їх придумав цей угорський вчений.

## Пам'ять

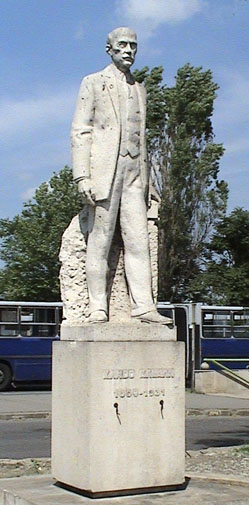
Пам'ятник в Угорщині

- В Угорщині та Італії Кальману Кандо встановлені пам'ятні дошки.
- В Угорщині йому встановлено пам'ятник.
- Поштою Угорщини у 1948 і 1968 роках були випущені поштові марки[5], присвячені винахіднику.[6]

Пам'ятні дошки
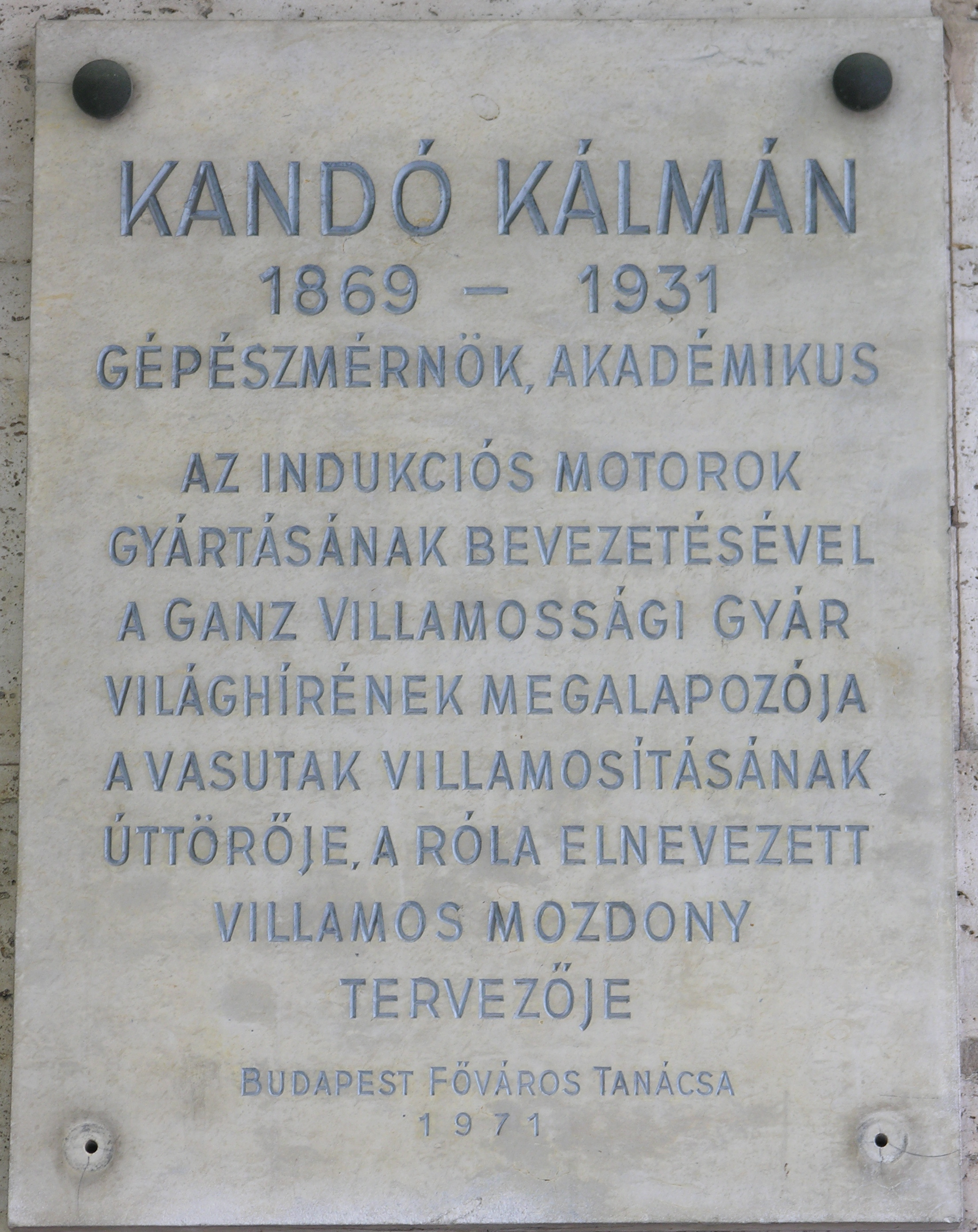
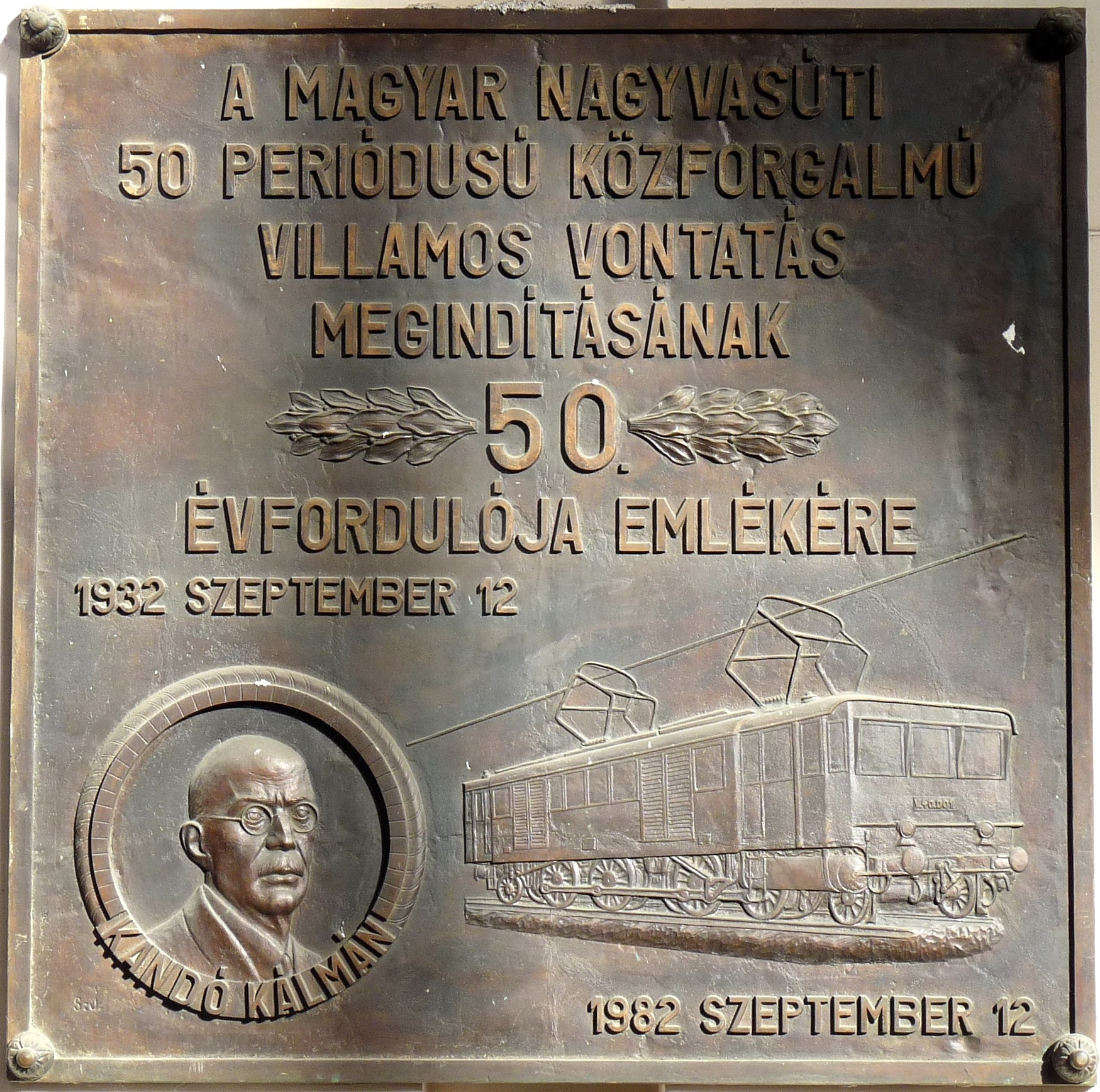
на вокзалі Будапешт-Східний
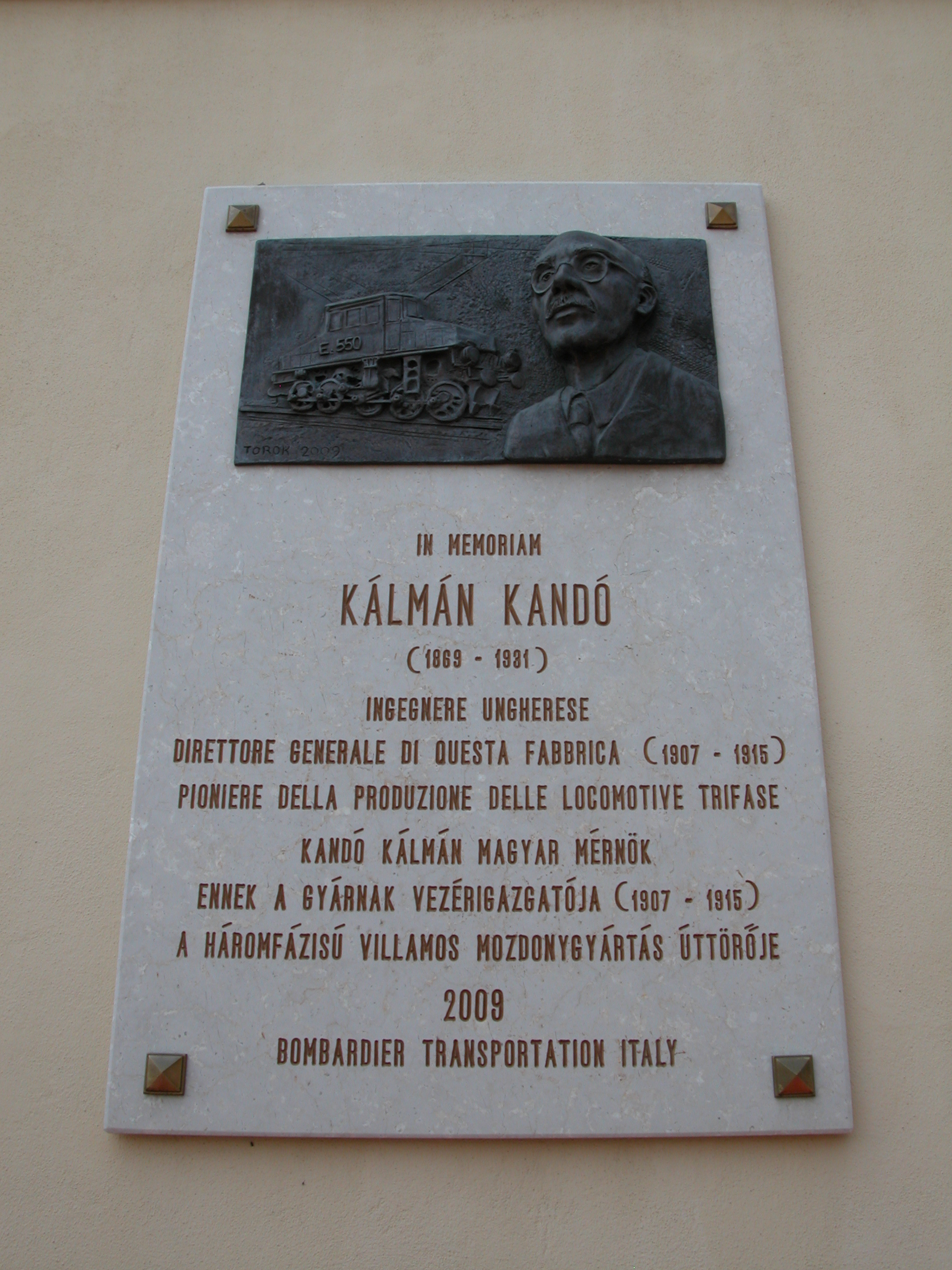